# 安纳·朱尔·德·诺瓦耶

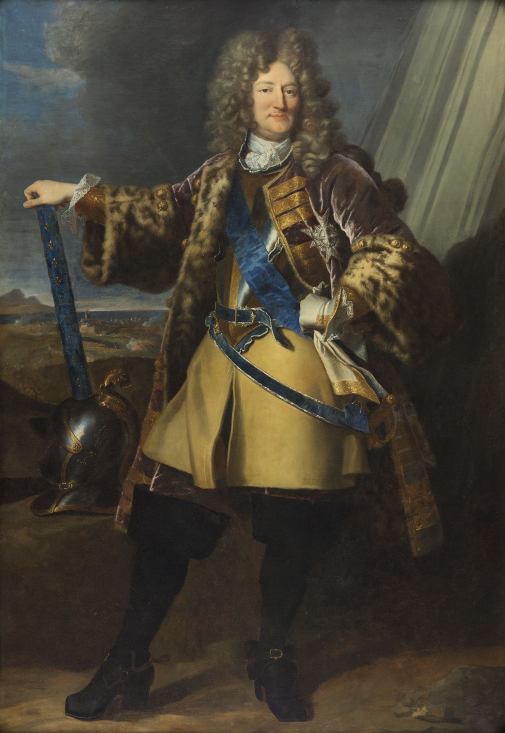
安纳·朱尔·德·诺瓦耶，第二代诺瓦耶公爵

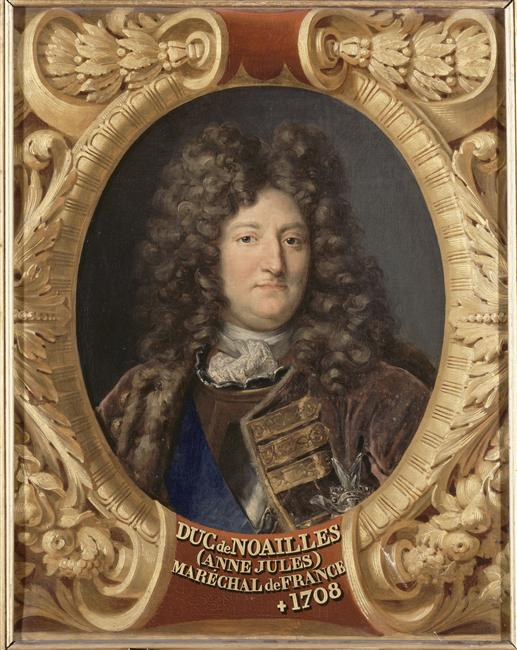
安纳·朱尔·德·诺瓦耶，第二代诺瓦耶公爵

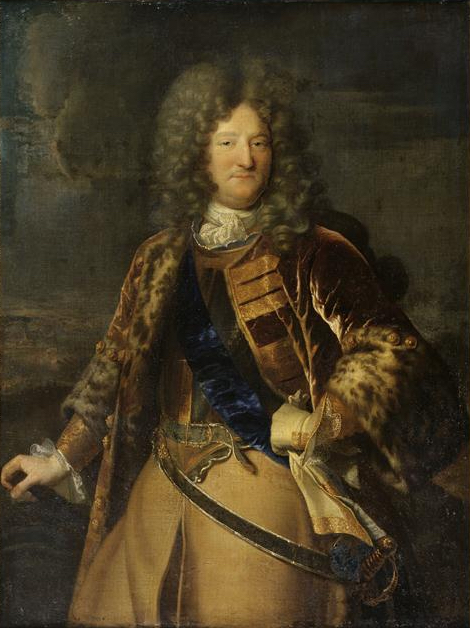
安纳·朱尔·德·诺瓦耶，第二代诺瓦耶公爵

安纳·朱尔·德·诺瓦耶，第二代诺瓦耶公爵（Anne Jules, 2e duc de Noailles，1650年2月5日—1708年10月2日），第一代诺瓦耶公爵昂·德·诺瓦耶之子，23歲為陸軍元帥。1682年任朗格多克(Languedoc)總督和總司令。1693年在西班牙王位继承战争中获法国元帅称号。
| 前任： 安纳·德·诺瓦耶 | 诺瓦耶公爵 1678年—1708年 | 繼任： 阿德里安·莫里斯·德·诺瓦耶 |